# Sun Feng
Sun Feng (chinesisch 孫奉, Pinyin Sūn Fèng; † 265) war der Sohn von Sun Shao, dem einzigen leiblichen Sohn Sun Ces.
Er lebte sein Leben lang am Kaiserhofe, aber obwohl er niemals entsprechende Ambitionen gezeigt hatte, bildete sich nach Sun Xius Tod eine Partei, die ihn zum Kaiser erheben wollten. Weil dem Nachfolger Sun Hao dieser Anspruch zuwider war, stellte er falsche Anschuldigungen gegen Sun Feng und ließ ihn 265 hinrichten.